# Leonardo Faggian
Leonardo Catriel Faggian (Treviso, 6 febbraio 2004) è un cestista italiano. che gioca come guardia nel Napoli Basket

## Biografia
È nato a Treviso da genitori argentini.

## Carriera

### Nazionale
Nel 2023 ha partecipato, con l'Italia under 20, agli Europei di categoria, conclusi al nono posto finale.